# Пуноглавац
Пуноглавац је водени стадијум ларве жаба и жаба крастача. Пуноглавци имају кратко овално тело, широк реп, мала уста и немају спољашње шкрге. Већина су биљоједи, али неке врсте су грабљивице или чак канибали. Метаморфоза пуноглаваца следи образац постепеног развоја предњих и задњих удова, увлачење репа, скраћења црева, нестанка шкрга и развоја плућа.Код њих се прво формирају задњи па тек онда предњи удови. Када се метаморфоза заврши, млада жаба или крастача излази на земљу.

## Општи опис
Животни циклус свих водоземаца укључује фазу ларве која је посредна између ембриона и одрасле јединке. Пуноглавци жаба су углавном биљоједи, док су пуноглавци даждевњака и безногих водоземаца месоједи.

### Anura
Пуноглавци жаба и крастача су обично лоптасти, са бочно компримованим репом којим пливају бочним таласањем. Када се први пут излегу, анурни пуноглавци имају спољне шкрге које су на крају прекривене кожом, формирајући оперкуларну комору са унутрашњим шкргама које се одводе одушцама. У зависности од врсте, могу постојати два отвора на обе стране тела, један одушак на доњој страни близу отвора за вентилацију или један на левој страни тела. Новоизлежени пуноглавци су такође опремљени цементном жлездом која им омогућава да се причврсте за предмете. Пуноглавци имају хрскавичасти скелет и нотохорду која се на крају развија у праву кичмену мождину.
Анурски пуноглавци су обично биљоједи, хране се меком распадајућом биљном материјом. Утроба већине пуноглаваца је дугачка и спиралног облика како би ефикасно варила органску материју и може се видети кроз стомаке многих врста. Иако ће се многи пуноглавци хранити мртвим животињама ако су им доступне, само неколико врста жаба има пуноглавце који су стриктно месождерки, на пример жабе из породице Ceratophryidae, њихови канибалски пуноглавци имају широка разјапљена уста којима прождиру друге организме, укључујући и друге пуноглавце. Још један пример су пуноглавци жабе лопатасте крастаче из Новог Мексика (Spea multiplicata) који ће развити исхрану месождера заједно са широм главом, већим мишићима вилице и краћим цревима ако је храна оскудна, што им омогућава да конзумирају вилинске шкампе и њихове мање биљоједне сроднике. Неколико родова као што су Pipidae и Microhylidae имају врсте чији су пуноглавци филтерски храниоци који пливају кроз водени стуб хранећи се планктоном. Пуноглавци Megophrys се хране на површини воде користећи необична уста у облику левка.
Како пуноглавац жаба сазрева, он постепено развија своје удове, при чему прве расту задње ноге, а друге предње ноге. Реп се апоптозом апсорбује у тело. Плућа се развијају отприлике у време када ноге почну да расту, и пуноглавци у овој фази често ће пливати на површину и гутати ваздух. Током завршних фаза метаморфозе, уста пуноглавца се мењају од малих, затворених уста на предњем делу главе у велика уста исте ширине као и глава. Црева се скраћују док прелазе са исхране биљоједа на исхрану месождера одраслих жаба.
Пуноглавци се веома разликују по величини, како током свог развоја, тако и између врста. На пример, у једној породици, Megophryidae, дужина пуноглаваца у касној фази варира између 3,3 cm (1,3 in) и 10,6 cm (4,2 in). Пуноглавци парадоксалне жабе (Pseudis paradoxa) могу достићи до  27 cm (11 in), најдуже од свих жаба, пре него што се смање на пуку дужину од њушке до стражњег отвора од 3,4–7,6  ( 1,3–3,0 ).
Док већина анурских пуноглаваца насељава мочваре, баре, пролећне базене и друге мале водене површине са спором водом, неколико врста је прилагођено различитим срединама. Неке жабе имају копнене пуноглавце, као што је породица Ranixalidae, чији се пуноглавци налазе у влажним пукотинама у близини потока. Пуноглавци Micrixalus herrei прилагођени су фосорском начину живота, са мишићавим телом и репом, очима прекривеним слојем коже и смањеним пигментом. Неколико жаба има пуноглавце који живе у потоку опремљене снажном оралном сисаљком која им омогућава да се држе камења у брзој води, а два примера су индијска љубичаста жаба (Nasikabatrachus sahyadrensis) и репне жабе (Ascaphus) у западној Северној Америци. Иако нема морских пуноглаваца, пуноглавци ракоједне жабе могу да се носе са бочатом водом.
Неки анурани ће пружити родитељску бригу својим пуноглавцима. Жабе из рода Afrixalus полажу своја јаја на листове изнад воде, савијајући листове око јаја ради заштите. Женке Pipa жаба ће забити јаја у своја леђа где су прекривена танким слојем коже. Јаја ће се излећи испод њене коже и расти, на крају напуштајући као било велики пуноглавци (као што јеPipa parva) или као потпуно формиране жабе (Pipa pipa). Женке тоболчарских жаба (Hemiphractidae) ће носити јаја на леђима различито време, при чему се пуноглавци код неких развију у мале жабе у кесици. Мужјаци афричких биковских жаба (Pyxicephalus adspersus) ће пазити на своје пуноглавце, нападајући све што би могло представљати потенцијалну претњу, иако могу и сами појести неке од пуноглаваца.
Мужјаци Емеи бркатих крастача (Leptobrachium boringii) ће изградити гнезда дуж обала река где се паре са женкама и чувају јаја, губећи чак 7,3% телесне масе током времена које проведу штитећи гнездо. Мушке бабице крастаче (Alytes) носе јаја између ногу како би их заштитили од предатора, на крају их пуштајући у воду када буду спремни да се излегу. Отровне жабе (Dendrobatidae) носе своје пуноглавце на различитим локацијама, обично на фитотелму, где остају до метаморфозе. Неке женке стреличастих жаба као што је јагодаста отровна стреличаста жаба (Oophaga pumilio) редовно полажу неоплођена јаја да би се пуноглавци у развоју хранили.

## Фосилни запис
Упркос њиховој мекотелесној природи и недостатку минерализованих тврдих делова, фосилни пуноглавци (око 10  дужине) су пронађени у слојевима горњег миоцена. Они су очувани захваљујући биофилмовима, са робуснијим структурама (чељуст и кости) сачуваним као угљенични филм. У миоценским фосилима из Либроса у Шпанији, мождани омотач је сачуван у калцијум карбонату, а нервна врпца у калцијум фосфату. Остали делови тела пуноглаваца постоје као органски остаци и бактеријски биофилмови, са седиментним детритусом присутним у цревима. Остаци пуноглавца са издајничким спољним шкргама такође су познати из неколико група лавиринтодонта.

## Људска употреба
Пуноглавци се користе у разним кухињама. Пуноглавци мегофридне жабе Oreolalax rhodostigmatus су посебно велики, дужине више од 10 cm (3,9 in) и сакупљају се за људску исхрану у Кини. У Индији се пуноглавци  сакупљају за храну, а у Перуу се пуноглавци  сакупљају и за храну и за лек.

## Митологија и историја
Према сер Џорџ Скоту, у митовима о пореклу народа Ва у Кини и Мјанмару, први Ва потиче од два женска претка Ја Хтавм и Ја Хтај, које су своју рану фазу провеле као пуноглавци („rairoh“) у језеру у Ва земљи познатом као Навнг Хкаео.
У староегипатским бројевима, хијероглиф који представља пуноглавца коришћен је за означавање вредности од 100.000.